# Prytz (släkter)
Prytz är ursprungligen ett tyskt efternamn och är känt i Sverige sedan 1400-talet. Det har burits av flera släkter. En gren adlades i Sverige 1661 som nr. 702. En ofrälse gren av denna släkt med namnet Pryss adlades i Sverige 1799 och adopterades av den första grenen. Bägge dessa grenar är utslocknade på svärdssidan sedan mitten av 1800-talet. En tredje person av samma släkt adlades 1693 som nr 1269 men slöt själv sin ätt.
En yngre gren av ätten nr 702 utgick på svärdssidan i Sverige 1863 och i Finland 1991.[källa behövs]